# Vogtia pentacantha
Vogtia pentacantha är en nässeldjursart som beskrevs av Rudolf Albert von Kölliker 1853. Vogtia pentacantha ingår i släktet Vogtia och familjen Hippopodiidae. Inga underarter finns listade i Catalogue of Life.